# Tob
Tob è un territorio dell'antico Israele ricordato per essere stato il rifugio di Iefte allorché entrò in urto con i suoi fratellastri, come narrato nell'Antico Testamento.

## Storia
Non è noto dove possa essere localizzato attualmente questo territorio. Dalle vicende di Iefte (che si svolsero attorno al IX secolo a.C.) nel citato Libro dei Giudici si presume che Tob fosse a oriente del Giordano, nella parte più settentrionale della divisione di Manasse, in vicinanza dei territori degli Ammoniti. Il nome di Tob ricorre anche nel Secondo libro di Samuele allorché si afferma che gli Ammoniti assoldarono dodicimila uomini di Tob nella lotta contro Davide. Il nome di Tob compare infine nei Libri dei Maccabei, nelle cronache di avvenimenti molto posteriori ai precedenti (II secolo a.C.).